# Intel Core 2
A Core 2 márka az Intel 64 bites többmagos processzorcsaládját takarja. A Core mikroarchitektúra alacsonyabb órajellel, hatékonyabb órajelciklussal és kisebb áramfelhasználással rendelkezik, mint a Pentium 4-es, Pentium D márkájú processzorok. A Core mikroarchitektúra utasítás-dekódolása, végrehajtó egységei, gyorsítótára és rendszerbuszai elődjénél hatékonyabbak, feldolgozási sebessége nagyobb.
A Core márkát 2006. július 27-én mutatták be, összetevői szerint Core 2 Solo, Core 2 Duo, Core 2 Quad, Core 2 Extreme változat létezik.
A Core márkájú processzorok szerepeltetik a VT-Virtualizációs Technológia (kivéve a T52x0, T5300, T54x0, T55x0, B2 steppinggel, az E2xx0, E4x00 és E8190). Bevezetésre került az SSSE3, Trusted Execution Technology, Enhanced Speedstep, és Active Management Technology (iAMT2). A Pentium D processzorokkal ellentétben, a Core 2 dual core-os Conroe TDP (thermal design power – hűthető hőteljesítmény) csak 65 watt, tehát körülbelül fele fogyasztással tud azonos vagy jobb teljesítményt nyújtani. Ennek velejárója a kevesebb hűtési igény, pl. kisebb teljesítményű hűtők, ventilátorok.
A Core processzorcsaládba tartoznak a Conroe és Allendale (asztali processzorok) kódnevű processzorok, a Merom (laptopba), a Kentsfield (quad-core, 4 magos, laptopba) és ezek változatai, név szerint a Penryn (2 magos laptopba) Wolfdale (2 magos asztali gépbe) és Yorkfield (quad core, 4 magos, asztali gépbe).

## Conroe
A Conroe processzorokat 4 MB L2 cache-sel gyártották, bár gyártási hibából kifolyólag az E6300 és E6400-as változatoknál a cache fele ki van kapcsolva, így ezek 2 MB-os L2 cache-sel rendelkeznek (ezek B2 steppingesek). Ezeket a processzorokat 65 nm-es technológiával gyártják. Az inteles források szerint 40%-kal nagyobb teljesítményre képesek a Pentium D változattal szemben, 40%-kal kevesebb áramfelvétel mellett. Az E6300-as (alap órajele 1,86 GHz) és az E6400 (2,13 GHz) FSB-je (Front Side Bus) 1066 MT/s (megatransfer per second), cache-ük csökkentett méretű. A Conroe processzorok fejlesztett képességűek az elődjeikhez képest, azonos sebesség mellett. Ismertetők szerint a 4 MB-os cache 0–9%-kal jobb teljesítményt nyújt játékokban a 2 MB-os L2 cache-sel szemben.
A Core 2 Duo E6540, E6550, E6750 és E6850 2007 júliusában lettek piacra bocsátva. Az 50-re végződő processzorok 1333 MT/s FSB-jűek.
Az E6540 hasonló specifikációkkal bír mint az E6550, de nem tartalmazza az Intel Trusted Execution Technology-t és vPro-t.

## Allendale
Az E4000 sorozatú processzorokat hívjuk Allendale magosnak. Az E4000-es széria 200 MHz-es FSB-je 4x-es, ún. Quad pump szorzóval működik, így 800 FSB-jű. Az E4000 szériában mellőzve van az Intel VT-x utasításkészlet.
Az E4300-as core 2 duo Allendale magos, 2 MB cache-sel. Az Allendale-ek 65 nm gyártástechnológiával készülnek. Az E6300 és az E6400 processzorok egyaránt készülnek 4 MB-os Conroe maggal és a 2 MB-os Allendale maggal. A processzor steppingje változó attól függően, hogy melyik maggal gyártották. A Conroe alapú B2-es steppingjű, az L2 steppingjű pedig Allendale. Az aktív cache memória felére csökkent az Intel Celeron márkával, így az E1200 csak 512k L2 cache-sel rendelkezik a két mag között.

## Wolfdale
Az E8000 sorozatú processzorokat nevezzük Wolfdale magosnak. Az E8000-es széria 1333 MHz-es FSB-vel rendelkezik. A Wolfdale magos processzorok 45 nm-es gyártástechnológiával készülnek. A szériának 6 MB egyesített L2 cache áll a rendelkezésére. Az E8190 2660 MHz órajelű, az E8200 szintén 2660 MHz órajelű, míg az E8300 már 2830 MHz órajelű, az E8400 3000 MHz órajelű, az E8500 3160 MHz órajelű, a széria legerősebb Core2Duo tagja az E8600 pedig 3330 MHz órajelű. Mindegyik processzornak 65W a TDP-je (Thermal Design Power).

## Yorkfield
A Q8xx0 és a Q9xx0 sorozatú négymagos processzorok magjainak kódneve. A Yorkfield magos processzorok 45 nm-es gyártástechnológiával, gyakorlatilag 2 Wolfdale "összedrótozásával" készültek. A széria minden (asztali processzor) tagja 1333 MT/s-es FSB-vel működik kivéve a Q9000 és a Q9100, mert azok 1066 MT/s sebességű FSB-vel működnek. A Q8xx0 szériának 4, míg a Q9xx0 szériának 6 illetve 12 MB L2 gyorsítótára van. A magok órajelei nem térnek el nagyban egymástól: 2,00 GHz, 2,26 GHz, 2,33 GHz, 2,50 GHz, 2,66 GHz, 2,83 GHz és 3,00 GHz-es sebességen működnek.